# Чжуншань (Хэчжоу)
Чжунша́нь (кит. упр. 钟山, пиньинь Zhōngshān) — уезд городского округа Хэчжоу Гуанси-Чжуанского автономного района (КНР).

## История
Уезд был создан в 1916 году.
После вхождения этих мест в состав КНР в конце 1949 года был образован Специальный район Пинлэ (平乐专区) провинции Гуанси, и эти земли вошли в его состав. В 1953 году уезды Фучуань и Чжуншань были объединены в уезд Фучжун (富钟县). В 1958 году провинция Гуанси была преобразована в Гуанси-Чжуанский автономный район; Специальный район Пинлэ был при этом расформирован, и эти земли вошли в состав Специального района Учжоу (梧州专区).
В 1962 году уезд Фучжун был вновь разделён на уезды Фучуань и Чжуншань.
В 1971 году Специальный район Учжоу был переименован в Округ Учжоу (梧州地区).
Постановлением Госсовета КНР от 27 февраля 1997 года из округа Учжоу был выделен Округ Хэчжоу (贺州地区), и уезд перешёл в состав нового округа.
Постановлением Госсовета КНР от 3 июля 2002 года округ Хэчжоу был преобразован в городской округ Хэчжоу.
В июле 2007 года на основе ранее существовавшего Пингуйского шахтоуправления на стыке района Бабу и уезда Чжуншань был создан административный район Пингуй (平桂管理区). В июле 2016 года он был выделен в отдельный район городского подчинения Пингуй.

## Административное деление
Уезд делится на 12 посёлков и 2 национальные волости.